# Jane Bomb
Jane Bomb - Med rätt att penetrera är en svensk porrfilm från 2004 regisserad av Mike Beck. Filmen är en parodi på James Bond-filmerna. Linda Lust spelar huvudrollen som Agent 006, med rätt att penetrera.

## Handling
Dåliga flickor vill förgifta Stockholms dricksvatten med sexdroger. På jakt efter de ansvariga hamnar Jane Bomb, Sveriges svar på James Bond, allt djupare ner i ett träsk av lögner och övergrepp.

## Rollista (urval)
- Linda Lust – Jane Bomb
- Sabina Star – miss Moneypussy
- Allan Andersen – Silverfinger
- Vanessa Blond – Ivana Blofeldt
- Åke Gustavsson – N
- Samson Biceps – Blowjob
- Jens XP – Alfred Blueballs
- Pirya Tai – Silverfingers konkubin
- Gary Glenn – vetenskapsman
- Emilia Suomi – rysk officer
- Ray Sørensen – Agent 0069
- Melinda Hansen – tjej på toalett
- Angel Long – sexsköterska
- Nikki Dane – torped
- Jenny Bengtsson – torped
- Clabbe Fjong – kommandosoldat
- Woody Bergman – kommandosoldat
- Erik Fischer – K
- Mike Beck – rysk vakt
- John Rearemy – nyhetsreporter
- Petra Wahlström – sexgalen studiokvinna